# ترتیزک براق
ترتیزک براق (نام علمی: Lepidium nitidum) نام یک گونه از سرده ترتیزک است.